# Geitodoris portmanni
Geitodoris portmanni is een slakkensoort uit de familie van de Discodorididae. De wetenschappelijke naam van de soort is voor het eerst geldig gepubliceerd in 1972 door Schmekel.